# Argyreia acuta
Argyreia acuta är en vindeväxtart som beskrevs av Loureiro. Argyreia acuta ingår i släktet Argyreia och familjen vindeväxter. Inga underarter finns listade i Catalogue of Life.